# Niedrzwica Kościelna

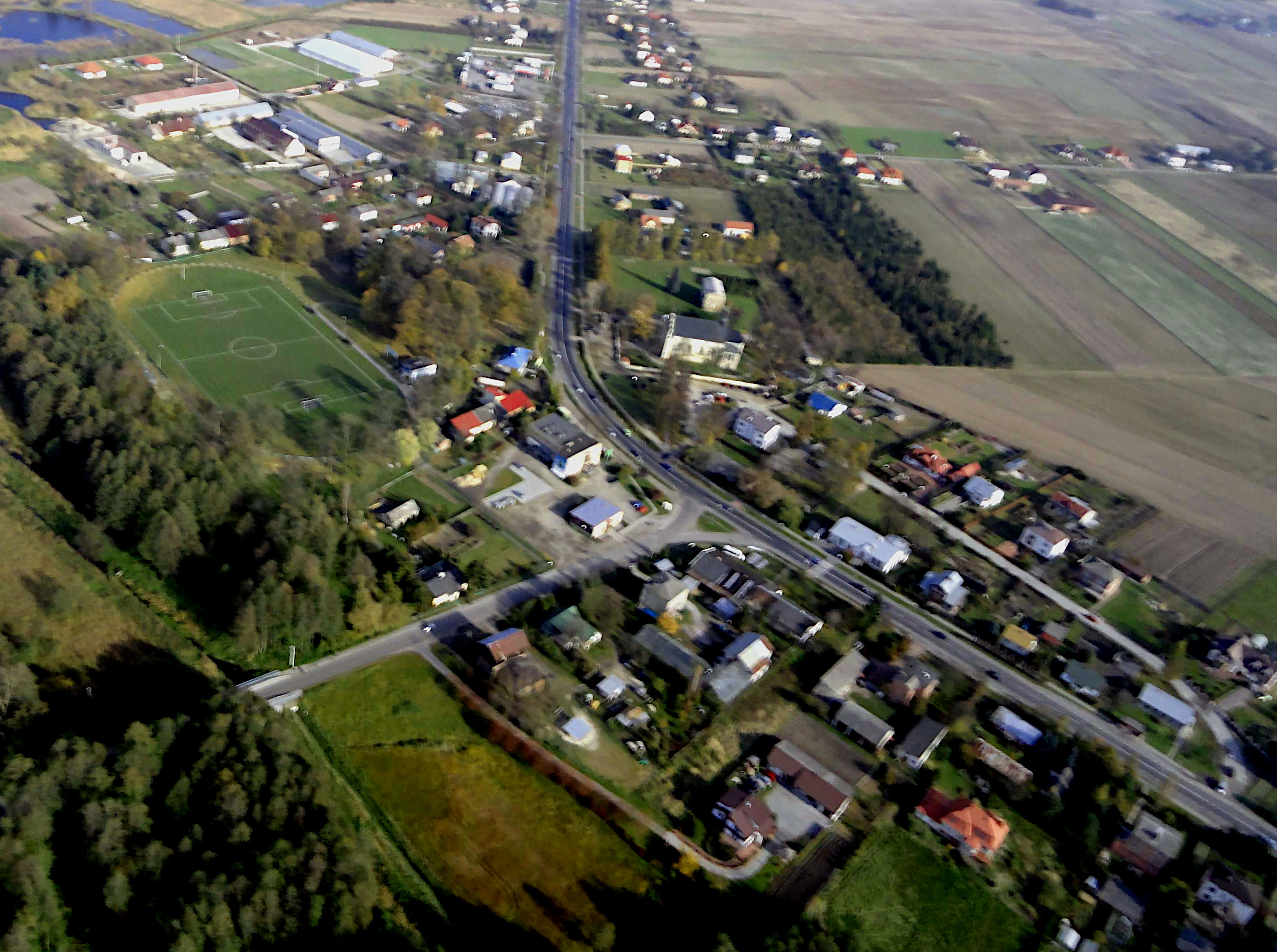
Niedrzwica Kościelna z lotu ptaka

Niedrzwica Kościelna – wieś w Polsce położona w województwie lubelskim, w powiecie lubelskim, w gminie Niedrzwica Duża.
W latach 1954–1972 wieś należała i była siedzibą władz gromady Niedrzwica Kościelna. W latach 1975–1998 miejscowość administracyjnie należała do województwa lubelskiego.
Na terenie wsi ustanowiono dwa sołectwa Niedrzwica Kościelna I i Niedrzwica Kościelna II. Według Narodowego Spisu Powszechnego z roku 2011 wieś liczyła 1555 mieszkańców.
Wieś jest siedzibą rzymskokatolickiej parafii św. Bartłomieja Apostoła.

## Części wsi
| SIMC    | Nazwa                         | Rodzaj    |
| ------- | ----------------------------- | --------- |
| 0386880 | Kandydaty                     | część wsi |
| 0386896 | Kozubizna                     | część wsi |
| 0386904 | Ludwinów                      | część wsi |
| 0386927 | Niedrzwica Kościelna Druga    | część wsi |
| 1021100 | Niedrzwica Kościelna Pierwsza | część wsi |
| 0386956 | Stefanów Dolny                | część wsi |
| 0386962 | Stefanów Górny                | część wsi |

## Historia
W wieku XV i XVI Niedrzwica to dwie wsie Major (Niedrzwica Duża lub Wielka) i Minor (Niedrzwica Mała). Odnotowana w dokumentach w roku 1414 jako Nedrwicza zaś w 1419 Minor Nedzwicza w roku 1445 Nyedrwiczka. W roku 1531 pisana Niedrwicze, wieś, w powiecie lubelskim. Wieś stanowiła własność szlachecką w roku 1414 występuje w działach Wojtek z Mętowa, który synom Jakubowi i Janowi zapisuje połowę wsi Niedrzwica. W roku 1419 w księgach ziemskich lubelskich występuje Grot Grad z Małej Niedrzwicy. W rękach rodu Mętowskich Niedrzwica pozostaje przez większość XV wieku wykonują oni na działach wsi zapisy oprawy posagu i wiana, sukcesji. Z końcem wieku XV to jest około 1485-86 pojawia się Jan Rybczowski z Niedrzwicy. W roku 1497 dziedzicem był Jan Rybczowski zwany Sulica i Jan Sędzic.
Kościół parafialny istnieje tu już w roku 1531. W skład parafii wchodzi wieś Sobieszczany, mająca 30 działów szlacheckich. W samej Niedrzwicy płacił Rybczowski od 4 łanów i Matowski od 2 ½ łan. W roku 1676 Niedrzwica Major Kościelna ma 6 działów. Jeden należy do Jana Rybczewskiego. Płacą pogłówne od 21 poddanych, 85 osób dworskich i 11 osób z rodziny. We wsi Niedrzwica Minor Teodor Suchodolski płaci od 105 poddanych i 6 osób dworskich oraz 2 osób z rodziny. Jest także Wólka Niedrwicka, i której płacą Bełtowscy od 13 dworskich i 5 osób z rodziny.
Według Słownika geograficznego Królestwa Polskiego z roku 1886, Niedrzwica Mała alias Kościelna, wieś z folwarkiem nad rzeką Bystrzycą, w powiecie lubelskim, gminie i parafii Niedrzwica. Leży o kilka wiorst na południe od wsi Niedrzwica Duża, wśród jaru nad brzegami rzeki. Posiada kościół parafii murowany fundacji Rybkowskich i Górskich. Kościół w Niedrzwicy Małej istniał już w drugiej połowie XVI wieku Opisywany w XIX wieku wystawił w 1797 roku Tomasz Dłuski a konsekrował w 1806 r. Wojciech Józef Skarszewski. Wieś posiadała 56 domów, młyn wodny, cegielnię, piec wapienny i pokłady kamienia wapiennego w okolicy. W roku 1827 spisano tu 36 domów i 318 mieszkańców. Niedrzwica parafia w dekanacie lubelskim liczyła 2145 dusz.
Folwark Niedrzwica Mała alias Kościelna, z przyległością Ludwinów i wsią Niedrzwica Mała był rozległy na 1337 mórg, w tym: grunty orne i ogrody mórg 938, łąk mórg 81, pastwisk mórg 31, lasu i zarośli mórg 240, wody mórg 13, nieużytki i place stanowiły mórg 33. Zabudowania folwarczne: budynki murowane 8, z drzewa 22. Płodozmian 10. i 14. polowy. Wieś Niedrzwica Mała posiadała osad 38, z gruntem mórg 880.
Gmina Niedrzwica należy da sądu gminie okręgu I w Bełżycach, urząd gminie i stacja pocztowa na miejscu. W skład gminy wchodzą: Borzechów (z folwarkiem), Borzechowski Majdan, Kozubizna folwark, Krężnica Jara (z folwarkiem), Leśniczówka alias Dębina osada, Maryanówka folwark, Niedrzwica Duża (z folwarkiem), Niedrzwica Kościelna (z folwarkiem), Radawczyk (z folwarkiem), Strzeszkowice Duże (z folwarkiem), Strzeszkowice Małe, Sobieszczany (z folwarkiem), Sobieszczański Majdan, Strzeszkowicka Wola, Tomaszówka folwark.

## Zabytki
- zespół kościoła parafialnego z XIX wieku, nr rej.: A/27 z 31.03.1966 i z 16.11.1966 kościół pw. Wniebowzięcia NMP i św. Bartłomieja, początek XIX wieku,
  - dzwonnica
  - cmentarz kościelny
  - ogrodzenie z 4 kapliczkami
- cmentarz parafialny z 1800 roku, nr rej.: A/945 z 15.05.1987[12]

Inne zabytki wpisane do wykazu zabytków nieruchomych Gminnej Ewidencji Zabytków Gminy Niedrzwica Duża (na podstawie Załącznika do Zarządzenia nr 9/2013 Wójta Gminy Niedrzwica Duża z dnia 1 lutego 2013 roku):
1. Pozostałości parku dworskiego
2. Tablica pamiątkowa o nadaniu serwitutów
3. Kapliczka Najświętszej Marii Panny przy starej plebanii
4. Stodoła plebańska w Zespole Plebańskim
5. Obora plebańska w Zespole Plebańskim

## Kultura
Filia powstałej w 1949 roku Gminnej Biblioteki Publicznej w Niedrzwicy Dużej
Muzeum Młynarstwa i Rzemiosł Wiejskich ulokowane w budynku młyna gospodarczego, zwanego Młyn Grodzkiego należącego do Gminnej Spółdzielni „Samopomoc Chłopska” w Niedrzwicy Dużej, które prowadzi Fundacja Młyn Grodzkiego Muzeum Młynarstwa i Rzemiosł Wiejskich

## Transport
W Niedrzwicy Kościelnej znajduje się osobowy przystanek kolejowy Niedrzwica Kościelna na linii Lublin-Kraśnik.